# Naoko Fukazu
Naoko Fukazu (jap. 深津 尚子, Fukazu Naoko; * 23. Dezember 1944 in der Präfektur Aichi) ist eine ehemalige japanische Tischtennisspielerin. Sie wurde 1965 Weltmeisterin im Einzel.

## Erfolge
1966 wurde Naoko Fukazu japanische Studentenmeisterin. Bei ihrer ersten Teilnahme an einer Weltmeisterschaft 1965 in Ljubljana wurde sie auf Anhieb Weltmeisterin im Einzel, indem sie im Finale die Chinesin Lin Huiqing besiegte. Im Mixed mit Ken Konaka kam sie ins Halbfinale und mit der japanischen Damenmannschaft ins Endspiel. Gold holte sie auch bei der WM 1967, bei der China nicht antrat, mit der Damenmannschaft. Zudem gewann sie Silber im Einzel (hinter Sachiko Morisawa), im Doppel mit Noriko Yamanaka und im Mixed mit Kōji Kimura.
1964 wurde sie bei den Asiatischen Meisterschaften (Asian Championship TTFA) Erster im Doppel mit Masako Seki, im Mixed mit ei Konaka und mit der Mannschaft. Zwei Jahre später holte sie bei den Asian Games in allen Wettbewerben den Sieg: Im Einzel, Doppel mit Noriko Yamanaka, Mixed mit Koji Kimura und mit dem Team. 
In der ITTF-Weltrangliste wurde sie von 1965 bis 1967 auf Platz eins geführt. 1967 beendete sie ihre aktive Laufbahn.

## Privat
Fukazu ist verheiratet und heißt seitdem Naoko Tokunaga. Nach dem Ende ihrer aktiven Laufbahn als Leistungssportlerin eröffnete sie ein japanisches Restaurant.

## Turnierergebnisse
| Verband | Veranstaltung           | Jahr | Ort       | Land | Einzel | Doppel    | Mixed      | Team |
| ------- | ----------------------- | ---- | --------- | ---- | ------ | --------- | ---------- | ---- |
| JPN     | Asienmeisterschaft TTFA | 1964 | Seoul     | KOR  |        | Gold      | Gold       | 1    |
| JPN     | Asienspiele             | 1966 | Bangkok   | THA  | Gold   | Gold      | Gold       | 1    |
| JPN     | Weltmeisterschaft       | 1967 | Stockholm | SWE  | Silber | Silber    | Silber     | 1    |
| JPN     | Weltmeisterschaft       | 1965 | Ljubljana | YUG  | Gold   | letzte 16 | Halbfinale | 2    |